# 矢仓尼尔
矢仓尼尔，OLY（1993年2月14日—），加拿大男子羽毛球運動員。

## 簡歷
2011年12月，矢仓尼尔出戰加拿大羽毛球國際挑戰賽，與Andika Yong合作打進在男子雙打的準決賽。
2015年8月，矢仓尼尔參加印尼雅加達舉行的世界羽毛球錦標賽，與譚碧賢合作出戰混合雙打項目，首圈就以0比2（12-21、9-21）不敵新加坡的丹尼·巴瓦·克里斯南塔/梁语嫣出局。

## 主要比賽成績
只列出曾進入準決賽的國際賽事成績：
| 年份   | 賽事                         | 公開賽級別 | 項目     | 拍檔                   | 成績   |
| ------ | ---------------------------- | ---------- | -------- | ---------------------- | ------ |
| 2009年 | 泛美洲青年羽毛球錦標賽       | 其他       | 混合團體 | －                     | 季軍   |
| 2010年 | 泛美洲青年羽毛球錦標賽       | 其他       | 男子單打 | －                     | 冠軍   |
| 2010年 | 泛美洲青年羽毛球錦標賽       | 其他       | 男子雙打 | Henry Wiebe            | 冠軍   |
| 2010年 | 泛美洲青年羽毛球錦標賽       | 其他       | 混合雙打 | Adrianna Guiffre       | 冠軍   |
| 2011年 | 泛美洲青年羽毛球錦標賽       | 其他       | 混合團體 | －                     | 冠軍   |
| 2011年 | 泛美洲青年羽毛球錦標賽       | 其他       | 男子雙打 | Clinton Wong           | 冠軍   |
| 2011年 | 泛美洲青年羽毛球錦標賽       | 其他       | 混合雙打 | Adrianna Giuffre       | 冠軍   |
| 2011年 | 加拿大羽毛球國際挑戰賽       | 國際挑戰賽 | 男子雙打 | Andika Yong            | 準決賽 |
| 2012年 | 泛美洲羽毛球錦標賽           | 其他       | 混合團體 | －                     | 冠軍   |
| 2013年 | 秘魯羽毛球國際賽             | 國際挑戰賽 | 男子雙打 | 李家瑋                 | 準決賽 |
| 2013年 | 泛美洲羽毛球錦標賽           | 其他       | 混合團體 | －                     | 冠軍   |
| 2013年 | 泛美洲羽毛球錦標賽           | 其他       | 男子雙打 | 李家瑋                 | 亞軍   |
| 2014年 | 泛美洲羽毛球錦標賽           | 其他       | 混合團體 | －                     | 冠軍   |
| 2014年 | 美國羽毛球國際賽             | 國際挑戰賽 | 混合雙打 | 譚碧賢                 | 準決賽 |
| 2014年 | 美國羽毛球大獎賽             | 大獎賽     | 男子雙打 | 李家瑋                 | 準決賽 |
| 2015年 | 南方共同市場羽毛球國際挑戰賽 | 國際挑戰賽 | 男子雙打 | 李家瑋                 | 準決賽 |
| 2015年 | 南方共同市場羽毛球國際挑戰賽 | 國際挑戰賽 | 混合雙打 | 譚碧賢                 | 準決賽 |
| 2016年 | 泛美洲羽毛球錦標賽           | 其他       | 混合團體 | －                     | 冠軍   |
| 2016年 | 泛美洲羽毛球錦標賽           | 其他       | 男子雙打 | 詹森·安东尼·何舒       | 冠軍   |
| 2016年 | 泛美洲羽毛球錦標賽           | 其他       | 混合雙打 | 譚碧賢                 | 冠軍   |
| 2016年 | 美國羽毛球國際挑戰賽         | 國際挑戰賽 | 男子雙打 | B·R·桑吉尔斯           | 亞軍   |
| 2017年 | 泛美洲羽毛球錦標賽 (團體)    | 其他       | 混合團體 | －                     | 冠軍   |
| 2017年 | 泛美洲羽毛球錦標賽           | 其他       | 男子雙打 | 詹森·安东尼·何舒       | 冠軍   |
| 2017年 | 泛美洲羽毛球錦標賽           | 其他       | 混合雙打 | 譚碧賢                 | 亞軍   |
| 2017年 | 美國羽毛球國際系列賽         | 國際系列賽 | 男子雙打 | 詹森·安东尼·何舒       | 準決賽 |
| 2017年 | 墨西哥羽毛球國際賽           | 國際系列賽 | 男子雙打 | 詹森·安东尼·何舒       | 冠軍   |
| 2017年 | 美國羽毛球國際挑戰賽         | 國際挑戰賽 | 男子雙打 | 詹森·安東尼·何舒       | 準決賽 |
| 2017年 | 美國羽毛球國際挑戰賽         | 國際挑戰賽 | 混合雙打 | 蔡宛廷                 | 冠軍   |
| 2018年 | 泛美洲羽毛球男女子團體錦標賽 | 其他       | 男子團體 | －                     | 冠軍   |
| 2018年 | 巴西羽毛球國際賽             | 國際挑戰賽 | 男子雙打 | 詹森·安东尼·何舒       | 冠軍   |
| 2018年 | 泛美洲羽毛球錦標賽           | 其他       | 男子雙打 | 詹森·安东尼·何舒       | 冠軍   |
| 2018年 | 泛美洲羽毛球錦標賽           | 其他       | 混合雙打 | 蔡宛廷                 | 亞軍   |
| 2018年 | 美國羽毛球公開賽             | 超級300賽  | 男子雙打 | 詹森·安东尼·何舒       | 準決賽 |
| 2019年 | 泛美洲羽毛球混合團體錦標賽   | 其他       | 混合團體 | －                     | 冠軍   |
| 2019年 | 泛美洲羽毛球錦標賽           | 其他       | 男子雙打 | 詹森·安东尼·何舒       | 冠軍   |
| 2019年 | 泛美洲羽毛球錦標賽           | 其他       | 混合雙打 | 蔡宛廷                 | 季軍   |
| 2019年 | 巴西羽毛球國際挑戰賽         | 國際挑戰賽 | 男子雙打 | 詹森·安东尼·何舒       | 準決賽 |
| 2019年 | 巴西羽毛球國際挑戰賽         | 國際挑戰賽 | 混合雙打 | 蔡宛廷                 | 準決賽 |
| 2019年 | 泛美運動會羽毛球比賽         | 其他       | 男子雙打 | 詹森·安东尼·何舒       | 金牌   |
| 2019年 | 泛美運動會羽毛球比賽         | 其他       | 混合雙打 | 蔡宛廷                 | 銀牌   |
| 2019年 | 哈爾科夫羽毛球國際賽         | 國際挑戰賽 | 男子雙打 | 詹森·安东尼·何舒       | 準決賽 |
| 2019年 | 美國羽毛球國際挑戰賽         | 國際挑戰賽 | 男子雙打 | 詹森·安東尼·何舒       | 亞軍   |
| 2019年 | 美國羽毛球國際挑戰賽         | 國際挑戰賽 | 混合雙打 | 張文玉                 | 準決賽 |
| 2020年 | 泛美洲羽毛球男女子團體錦標賽 | 其他       | 男子團體 | －                     | 冠軍   |
| 2021年 | 泛美洲羽毛球錦標賽           | 其他       | 男子雙打 | 詹森·安東尼·何舒       | 亞軍   |
| 2021年 | 墨西哥羽毛球國際賽           | 國際系列賽 | 男子雙打 | 董星宇                 | 冠軍   |
| 2021年 | 墨西哥羽毛球國際賽           | 國際系列賽 | 混合雙打 | Crystal Lai            | 準決賽 |
| 2022年 | 泛美洲羽毛球男女子團體錦標賽 | 其他       | 男子團體 | －                     | 冠軍   |
| 2022年 | 泛美洲羽毛球錦標賽           | 其他       | 男子雙打 | 董星宇                 | 季軍   |
| 2022年 | 泛美洲羽毛球錦標賽           | 其他       | 混合雙打 | Crystal Lai            | 季軍   |
| 2022年 | 加拿大羽毛球公開賽           | 超級100賽  | 混合雙打 | Crystal Lai            | 準決賽 |
| 2022年 | 雪梨羽毛球國際賽             | 國際系列賽 | 男子雙打 | 董星宇                 | 亞軍   |
| 2022年 | 秘魯羽毛球國際賽             | 國際挑戰賽 | 男子雙打 | 董星宇                 | 亞軍   |
| 2022年 | 加拿大羽毛球國際挑戰賽       | 國際挑戰賽 | 男子雙打 | 董星宇                 | 準決賽 |
| 2023年 | 泛美洲羽毛球混合團體錦標賽   | 其他       | 混合團體 | －                     | 冠軍   |
| 2023年 | 泛美洲羽毛球錦標賽           | 其他       | 男子雙打 | 董星宇                 | 冠軍   |
| 2023年 | 墨西哥羽毛球國際挑戰賽       | 國際挑戰賽 | 男子雙打 | 董星宇                 | 準決賽 |
| 2023年 | 危地馬拉羽毛球國際挑戰賽     | 國際挑戰賽 | 男子雙打 | 董星宇                 | 準決賽 |
| 2023年 | 秘魯羽毛球國際挑戰賽         | 國際挑戰賽 | 男子雙打 | 董星宇                 | 亞軍   |
| 2023年 | 泛美運動會羽毛球比賽         | 其他       | 男子雙打 | 董星宇                 | 金牌   |
| 2023年 | 加拿大羽毛球國際挑戰賽       | 國際挑戰賽 | 男子雙打 | 董星宇                 | 亞軍   |
| 2024年 | 泛美洲羽毛球男女子團體錦標賽 | 其他       | 男子團體 | －                     | 冠軍   |
| 2024年 | 泛美洲羽毛球錦標賽           | 其他       | 男子雙打 | 董星宇                 | 亞軍   |
| 2024年 | 匈牙利羽毛球國際賽           | 國際系列賽 | 男子雙打 | Jonathan Bing Tsan Lai | 冠軍   |
| 2025年 | 泛美洲羽毛球混合團體錦標賽   | 其他       | 混合團體 | －                     | 冠軍   |
| 2025年 | 泛美洲羽毛球錦標賽           | 其他       | 男子雙打 | Jonathan Bing Tsan Lai | 季軍   |

| 2007-2017年 | 首要超級賽 | 超級賽 | 黃金大獎賽 | 大獎賽 | 國際挑戰賽 | 國際系列賽 | 未來系列賽 | 其他 |

| 2018-2026年 | 總決賽 | 超級1000賽 | 超級750賽 | 超級500賽 | 超級300賽 | 超級100賽 | 國際挑戰賽 | 國際系列賽 | 未來系列賽 | 其他 |

### 奧運會和世錦賽參賽紀錄
|          | 搭檔             | 2014 | 2015 | 2016 | 2017 | 2018 | 2019 | 2020       | 2021 | 2022 | 2023 | 2024       |
| -------- | ---------------- | ---- | ---- | ---- | ---- | ---- | ---- | ---------- | ---- | ---- | ---- | ---------- |
| 男子雙打 | 李家瑋           | 48強 | 48強 | －   | －   | －   | －   | －         | －   | －   | －   | －         |
| 男子雙打 | 詹森·安东尼·何舒 | －   | －   | －   | －   | 48強 | 32強 | 小組第四名 | －   | －   | －   | －         |
| 男子雙打 | 董星宇           | －   | －   | －   | －   | －   | －   | －         | －   | －   | 64強 | 小組第四名 |
|          |                  |      |      |      |      |      |      |            |      |      |      |            |
| 混合雙打 | 譚碧賢           | －   | 48強 | －   | －   | －   | －   | －         | －   | －   | －   | －         |
| 混合雙打 | 蔡宛廷           | －   | －   | －   | －   | －   | 64強 | －         | －   | －   | －   | －         |
| 混合雙打 | Crystal Lai      | －   | －   | －   | －   | －   | －   | －         | －   | －   | 64強 | －         |